# Dead or Alive
Dead or Alive (títol original: 犯罪者 (Dead or Alive: Hanzaisha)) és una pel·lícula japonesa dirigida per Takashi Miike, estrenada el 1999. Ha estat doblada al català.

## Argument
La intriga del film es desenrotlla a Tōkyō, capital del Japó i explica la història de dos personatges, un yakuza i un policia. El policia, Jojima, és un investigador japonès del districte de Shinjuku a Tōkyō i el yakuza, Ryuichi, un cap d'una banda de criminals xinesos. El barri de Shinjuku és un lloc perillós i malsà, on rivalitzen yakuzas i triades. La violència és omnipresent. Ryuuichi està decidit a provocar una guerra de bandes cosa que el porta a enfrontar-se amb Jojima.

## Repartiment
- Riki Takeuchi: Ryuuichi
- Shō Aikawa: Jojima
- Renji Ishibashi: Aoki
- Hitoshi Ozawa: Satake
- Shingo Tsurumi: Chen
- Kaoru Sugita: Mme Jojima
- Dankan: Tanaka
- Michisuke Kashiwaya: Toji
- Ren Osugi: Yan
- Susumu Terajima: Inoue

## Premis i nominacions
- Premi a la millor pel·lícula asiàtic (esment especial), en el Festival Internacional de Cinema de Tòquio 1999.
- Premi especial per a Riki Takeuchi en els Japanese Professional Movie Awards 2000.

## Veure
- 2000: Dead or Alive 2 (Dead o Alive 2: Tôbôsha), de Takashi Miike
- 2002: Dead or Alive 3 (Dead or Alive: Final), de Takashi Miike